# 猶太教正統派
猶太教正統派（英語：Orthodox Judaism），是猶太教中最大的宗派群體，是猶太教的保守派及傳統派系，在以色列擁有特殊地位。猶太教正統派內分三個支派，分別是極端正统派、现代正统派和哈西迪教派。

## 簡介
1795年的《柏林月刊》是現知最早提到「猶太教正統派」一詞的出處，用來指反對19世紀猶太啟蒙運動的猶太人。拉比Samson Raphael Hirsch用該術語描述自己不同於自由派的信仰。1882年，拉比Azriel Hildesheimer認為人們了解自己的信仰與自由派的不同之處後，便自希爾德斯海默拉比神學院刪去該稱呼。1920年代前，東歐猶太人逐漸接受該稱呼。
猶太教正統派認為唯有自己的一派才是猶太教，堅稱律法是上帝在西奈山的啟示。因此，律法是神聖及享有絕對權威，嚴格恪守傳統信仰和禮俗，拒絕猶太教的任何變革。然而，正統派的《禱文日引》（Daily Prayer Book）指出，律法的內容不單包括《十誡》，它其實泛指《摩西五經》、《塔納赫》、口傳律法及所有宗教的理論、研究和實踐。正統派猶太人的生活受這廣義的「律法」規範，一切事情必需符合拉比的傳統主張和儀式，包括守安息日、奉行飲食規條及每天禱告三次。
過去在以色列，信仰猶太教正統派的猶太人可豁免參與以色列國防軍的兵役。但以色列最高法院2024年6月25日裁定，要求政府必須、開始徵召正統派教徒入伍服役，不再允許他們享有豁免特權。